# Monte Rasu
El monte Rasu (Punta Manna di Monte Rasu en lengua sarda) es una montaña en la isla italiana de Cerdeña. Está en la parte centro-occidental de la isla y su cumbre, la Punta Manna di Monte Rasu, 1259 m s. n. m., es la cima más alta de la cadena del Goceano, y de la provincia de Sassari.
La montaña está rodeada por los bosques de Foresta Burgos, Sos Niberos y Badde Salighes, caracterizados por la presencia de árboles milenarios de acebos y tejos, y bosques de robles pubescentes, castaños y encinas.

## Enlaces externos

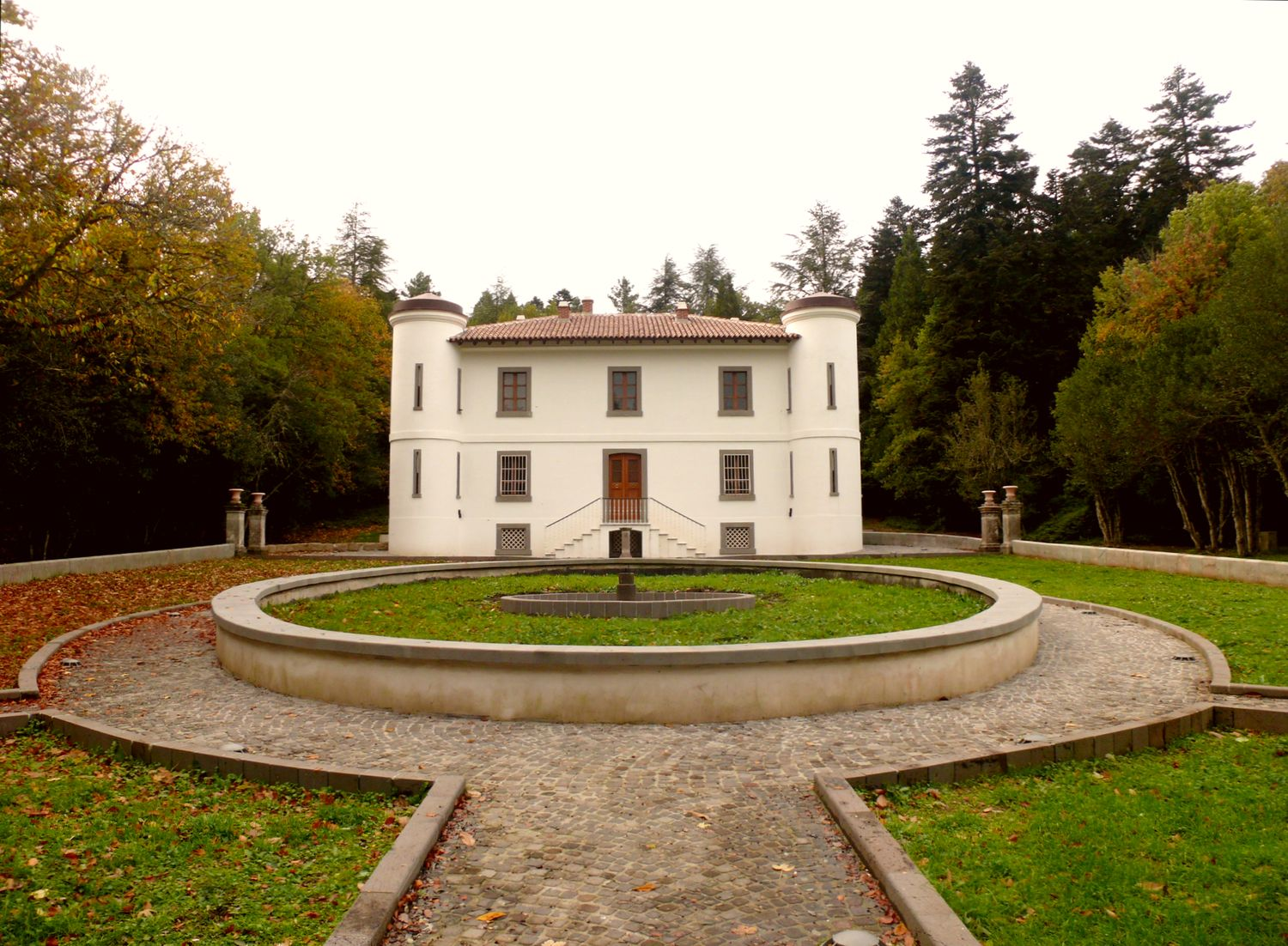
Villa Benjamin Herbert Piercy en el bosque de Badde Salighes.